# Geni
Geni kan være noget en person er eller har og betyder snilde, skaberånd, skaber eller "godt hoved". Selve ordet stammer fra det latinske verbum gigno (= jeg avler), og viser til mandens skaberkraft.  Ikke blot mennesker, men også steder havde sin skaberkraft, så man ofrede til skov og mark for at fremme liv og vækst. I formen genius indgik ordet i romersk mytologi, og kan oversættes med "ånd". En lignende term fra arabiske legender er djinni.
I ordet er der indbygget en dybtfølt beundring, noget man gerne selv ville have været eller kunne have præsteret. Samtidigt ligger der i begrebet ofte en betydning af noget en overraskende enkel løsning på et velkendt problem, som ingen før har fundet på. Et eksempel på en genial opfindelse er den velkendte papirclips.
Hvor stor en rolle medfødte evner, intelligens, miljø og hårdt arbejde spiller for skabelsen af geni er ukendt. Ifølge forskeren John R. Hayes, der har undersøgt de klassiske komponisters karrierer, har næsten alle klassiske komponister øvet intenst i mere end 10 år før de begyndte at skrive "mesterværker". Selv Mozarts tidlige værker karakteriseres som manglende "personlighed" og "rigdom". Ifølge Hayes er naturtalent ikke i sig selv tilstrækkeligt.
I 1700-tallet under perioden Romantikken, var et geni en der kunne forstå sammenhængen mellem det Jordelige og det Himmelske.
Termen geni bliver ofte brugt sammen med IK, ifølge Mensa kræver betegnelsen "geni" en IK-score på 145 eller derover.
Det menneske med den højeste score siges at være William James Sidis, et vidunderbarn der udviste særligt imponerende egenskaber indenfor matematik såvel som sproglige fag.[kilde mangler]
Mange mis-kategoriserer med betegnelsen "geni" til en der har udrettet noget helt exceptionelt. Derudover mener mange, at det kun er excentriske, mennesker der kan denoteres som værende et geni.[kilde mangler]